# Chrysopogon asper
Chrysopogon asper là một loài thực vật có hoa trong họ Hòa thảo. Loài này được B.Heyne ex Blatt. & McCann mô tả khoa học đầu tiên năm 1935.